# Junea gideon
Junea gideon är en fjärilsart som beskrevs av Otto Thieme 1906. Junea gideon ingår i släktet Junea och familjen praktfjärilar. Inga underarter finns listade i Catalogue of Life.